# Roland Wegerer

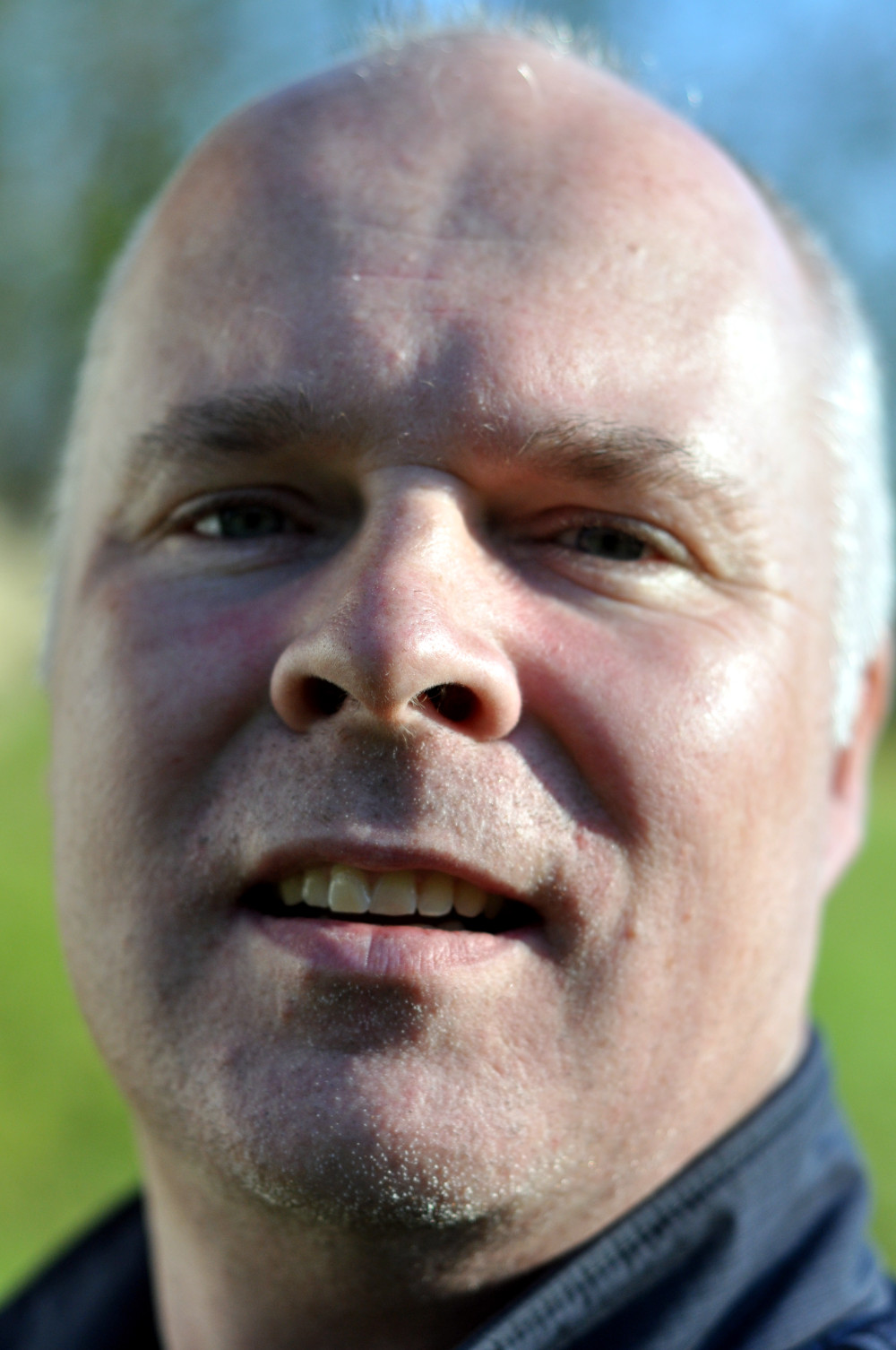
Roland Wegerer (2020)

Roland Wegerer (* 1974 in Amstetten) ist ein österreichischer bildender Künstler.

## Leben und Wirken
Wegerer absolvierte eine Ausbildung zum technischen Zeichner und Bürokaufmann. Er beschäftigte sich ab 1997 intensiv mit künstlerischen Ausdrucksformen und schloss 2010 sein fünfjähriges Studium der bildenden Kunst an der Kunstuniversität Linz ab. Zur Ergänzung seiner Ausbildung besuchte er Seminare unter anderem zu den Themen Projektmanagement, Rhetorik, Vereinswesen und Moderation. 2011 hielt er sich als Artist in Residence im Gastatelier des Landes Oberösterreich in Malo auf.
Der Künstler lebt und arbeitet in Linz und St. Nikola an der Donau. Er verwendet für die Schaffung von Kunstwerken unterschiedliche Medien wie Video, Fotografie, Skulptur, Installation oder Performance. Einige Werke entstanden als Projekte von Kunst im öffentlichen Raum und Kunst am Bau.

## danubeVIDEOARTfestival im Stadtkino Grein
- Die Idee zur Etablierung eines internationalen Videokunstfestivals in der Region Strudengau kam von Roland Wegerer und Anna Maria Brandstätter. Seit 2011 organisiert Wegerer in Grein das einzige österreichische Videokunstfestival,[1] das danubeVIDEOARTfestival.[2] Das Festival versteht sich als Präsentationsform aktuellster internationaler Videokunst im ländlichen Raum mit internationaler Vernetzung.[3]
- 2011 ging das Festival von 4. bis 6. März über die Bühne.[4]
- 2013 fand das Festival von 18. bis 20. Oktober statt. Die Auswahl der 64 Filmbeiträge erfolgte durch eine Jury, die aus Larisa Colesnicov, Elisabeth Kramer und Roland Wegerer bestand. 437  Künstler aus 65 Ländern sind dem Aufruf gefolgt und haben insgesamt 608 Videos eingereicht.
- 2016 wurde das Festival von 19. bis 21. Februar durchgeführt. Die Auswahl der mehr als achtzig Filmbeiträge aus den mehr als 1400 Einreichungen aus 74 Ländern erfolgte durch die Kuratoren Antonia Zimmermann und Burkhard Zimmermann sowie Roland Wegerer.[5][6]

## Filme

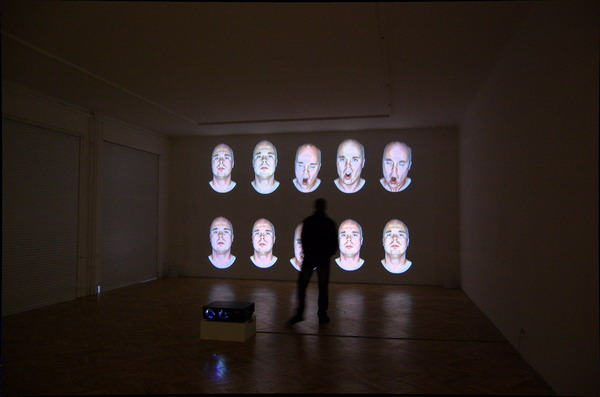
THIS IS MY VOICE, Installationsansicht (2010)

- Ich bin kein Fisch, Videoinstallation, 2006/2008[7]
- Looking for Palladio, Entwurf für Postkarte, und Six Seconds of Movement  aus der Serie von 22 Fotografien, 2011, Kunstsammlung des Landes Oberösterreich, 2011[8]
- THIS IS MY VOICE, Videoinstallation, 2010

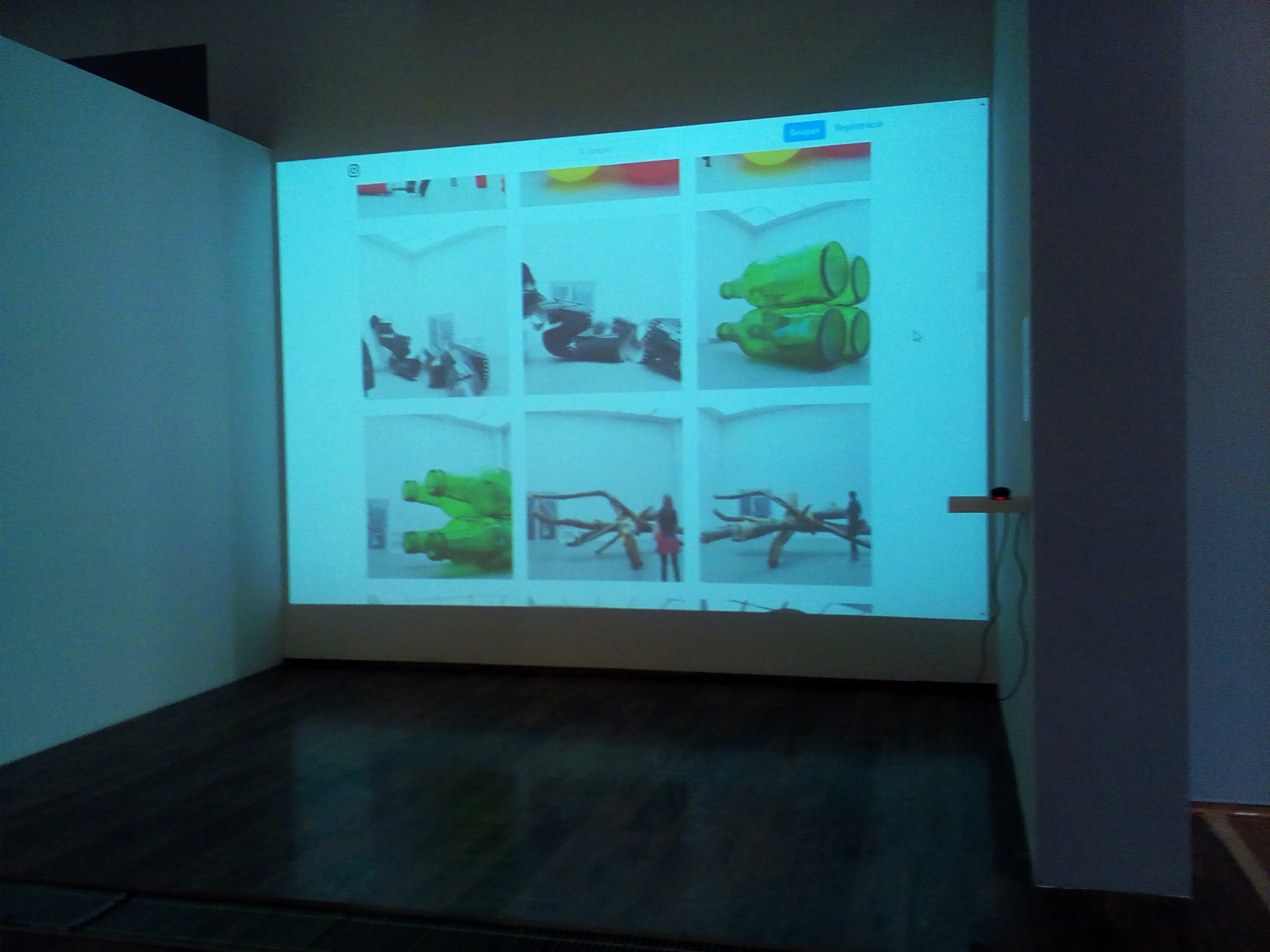
WHITE_BOX_OPEN_SPACE, Installationsansicht GO, STAY, STOP, MODEM Center for Modern and Contemporary Art, Debrecen (HU)(2019)

- WHITE_BOX_OPEN_SPACE, Installationsansicht GO, STAY, STOP, MODEM Center for Modern and Contemporary Art, Debrecen (HU)(2019)Obstacles, Video, 2019

## Festivalteilnahmen
Teilnahmen vorwiegend auf internationalen Videofestivals:
- Polyforme - Festival de Videoperformance. Marseille, 2009
- OK. Video COMEDY - 4th Jakarta International Video Festival, Galeri Nasional Indonesia, Jakarta, 2009
- FRESH ABSTRACTIONS Festival, Bangkok, 2009
- Athens Video Art Festival 2010. Athen, 2010
- Videorover: Season 6, NURTUREart Gallery, Brooklyn, NY (USA), 2013
- 60Seconds Film Festival, Kopenhagen (DK), 2015
- Bizarre sound Creatures, Glaspaviljoen, Plug-In-City, Eindhoven (NL), 2015
- proCESO DE ERROR, FESTIVAL INTERNACIONAL DE VIDEO EXPERIMENTAL, Valparaíso (Chile), 2016
- EJECT, V FESTIVAL INTERNACIONAL DE VIDEOPERFORMANCE, Ex Teresa Arte Actual / Laboratorio Arte Alameda, Mexiko-Stadt (MEX), 2016
- Mr. Mov Video Art Festival, MusicalZOO Music Festival, Brescia (IT), 2017
- 60Seconds & Leap Second Festival Urban Projection, Kopenhagen (DEN), 2017
- BODY LANDSCAPES, Performance Art Festival, VerdensKulturCentret, Kopenhagen (DEN), 2018
- 8th Festival Internacional de Videoarte de Camagüey (FIVAC), Camagüey (CU), 2019

## Ausstellungen
- Schaurausch, Kunst in 50 Schaufenstern, O.K. Centrum für Gegenwartskunst, Linz 2007
- Tiefenrausch, O.K. Centrum für Gegenwartskunst, Linz 2008
- 13th International Festival of Performance Ex Teresa Arte Actual, Mexiko-Stadt, 2008
- unORTnung VI, Ehemaliges Kartographisches Institut, Wien, 2010
- Die nächste Generation III. das weiße Haus - Ein Selbstporträt, Galerie im Traklhaus, Studio-Raum, Salzburg, 2011
- Electric Walls, On the Ground Floor, Los Angeles (USA), 2014
- NE Fest, NO Studio Foundation with the cooperation of the National Academy of Arts (NAA), Sofia (BUL), 2014
- PROTECHT, CASS - Bank Space Gallery, London (UK), 2015
- "Ich bin kein Fisch", Ausstellungsbrücke, Kulturbezirk, Landhaus St. Pölten (A), 2016
- KOLONIE|Kristallin#32, Salzamt Linz, Linz (A), 2016
- „Experimentelles Wandern“, Töpperschloss Neubruck, Scheibbs (A), 2016
- SINNESRAUSCH – Alice – verdrehte Welt, Kulturquartier OÖ, Linz (A), 2017
- Ungerochen klaglos, ehem. Anton Bruckner Privatuniversität, Linz (A), 2017
- Das Wasser war rein und klar, Group Global 3000, Galerie für nachhaltige Kunst, Berlin (DE), 2018
- GO, STAY, STOP, MODEM Center for Modern and Contemporary Art, Debrecen (HU), 2019
- WHITE_BOX_OPEN_SPACE, FOTO WIEN, Wien(AT), 2019
- IM KRAUT, Botanischer Garten Linz, Linz (AT), 2019
- «Арт хобби центр», CCI Fabrikka, Moskau (RUS), 2019
- “Videoperformance”,Macro Museum, Rom (I), 2019
- ImagiNation, Nations Towers, Abu Dhabi (UAE), 2019

## Auszeichnungen
- 1. Preis beim Polyforme Festival de Videoperformance in Marseille, 2009
- Special Mention, One Minute - One Shot, ACCEA, Jerewan, 2009
- Würdigungspreis des Bundesministeriums für Wissenschaft und Forschung, 2011